# Парагвайско-уругвайские отношения
Парагвайско-уругвайские отношения — двусторонние дипломатические отношения между Парагваем и Уругваем. 

## История
Хосе Артигас Хервасио, самый знаменитый исторический деятель Уругвая, провёл последние 30 лет жизни в изгнании в Парагвае. В 1920 году в Парагвае его именем была названа школа. В результате Парагвайской войны, в которой Уругвай вместе с Аргентиной и Бразилией воевал против Парагвая, Парагвай потерпел поражение и его потери, по некоторым данным, составили 90 % взрослого мужского населения (население с 525 тыс. — 1,35 млн человек, по различным оценкам, до войны уменьшилось до 221 тыс. после неё (1871), из которых только 28 тыс. были взрослыми мужчинами).
По состоянию на 2014 год двусторонняя торговля между странами находилась на высоком уровне.

## Членство в международных организациях
Страны являются членами-основателями Меркосур, а также входят в: Группу Рио, Латинский Союз, Ассоциацию Академий испанского языка, Организацию американских государств, Организацию иберо-американских государств, Союз южноамериканских наций, Урупабол и Кэрнскую группу.